# Drasteriodes albinubis
Drasteriodes albinubis là một loài bướm đêm trong họ Noctuidae.